# Бірлік (Єсільський район)
Бірлі́к (каз. Бірлік) — село у складі Єсільського району Північноказахстанської області Казахстану. Входить до складу Петровського сільського округу.
До 16 серпня 1971 року село називалось Тулебай.
Населення — 155 осіб (2021; 276 у 2009, 467 у 1999, 494 у 1989).
Національний склад станом на 1989 рік:
- казахи — 100 %.